# Leo Fellinger

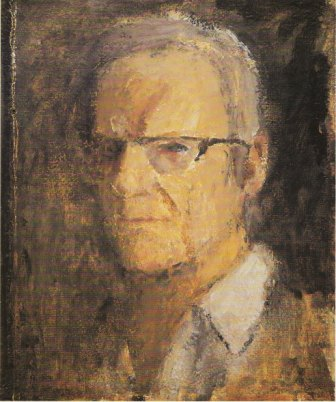
Selbstporträt

Leo Fellinger (* 7. Juni 1884 in Graz, Österreich-Ungarn; † 14. Februar 1976 daselbst) war ein österreichischer Maler und Grafiker.

## Leben
Fellinger wurde in der Grazer Neugasse 10 (heute Hans-Sachs-Gasse) geboren. Sein Vater Leopold Fellinger wurde 1852 geboren und betrieb dort eine Juwelier- und Goldschmiedewerkstatt, seine Mutter war Josefa Fellinger (geb. Müller; 1860–1941). Er hatte zwei Geschwister. Bereits der Großvater Josef Alois Fellinger war Goldschmied und Juwelier in Graz.

## Ausbildung

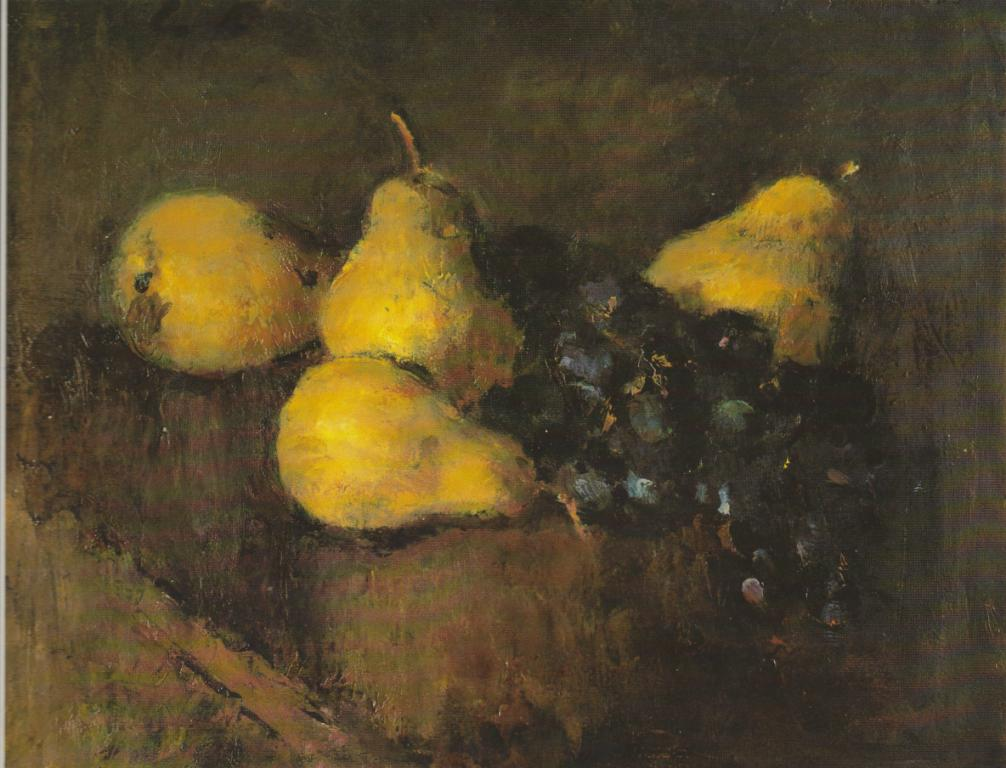
Gelbe Birnen, 1974, Öl auf Leinwand, 27 × 35 cm

Fellinger besuchte kurz die evangelische Volksschule am Kaiser-Josef-Platz, bevor er durch einen Privatlehrer unterrichtet wurde. An der Landesoberrealschule Graz wurde er unter anderen von Carl O’Lynch of Town unterrichtet. 1903 wechselte er an die Malschule von Anton Ažbe in der Georgengasse in München. 1904 wurde er an der Akademie der Bildenden Künste München in die Naturklasse von Gabriel von Hackl aufgenommen. Weitere Stationen seiner Ausbildung folgten an der Freilichtschule von Melchior Kern in Fürstenfeldbruck und der Akademie in Grafrath-Wildenroth an der Amper.

## Künstlerisches Schaffen

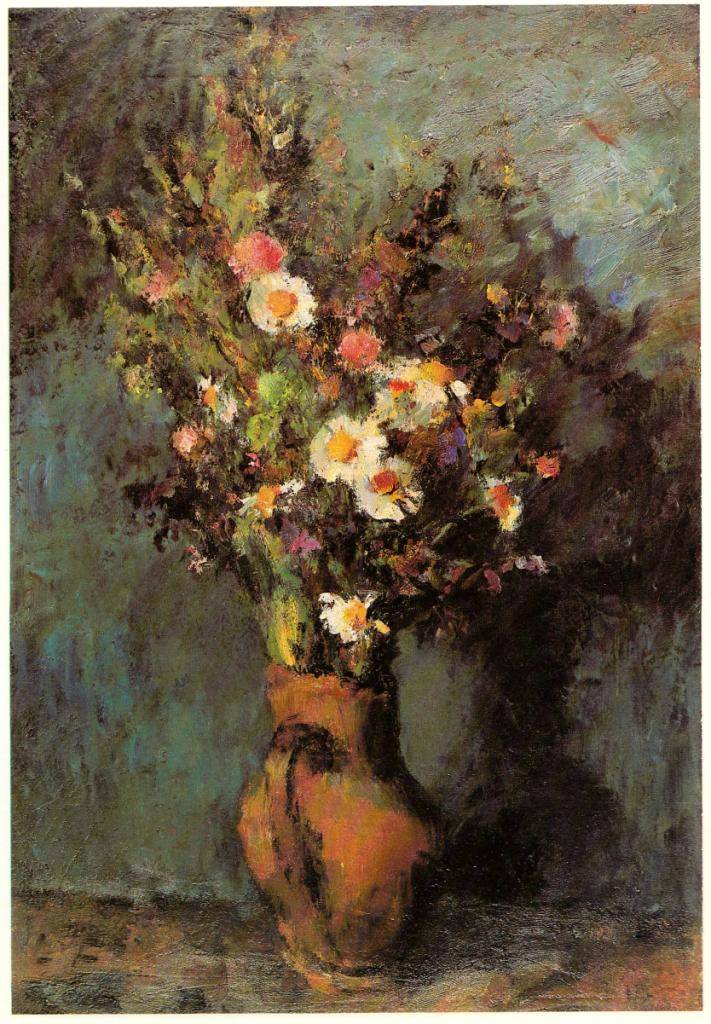
Feldblumen auf Blau, 1961, Öl auf Jute, 66 × 45 cm

Fellinger studierte an der Akademie der Bildenden Künste München und besuchte unter anderem Abendakt bei Max Mayrshofer und den Mal- und Zeichenunterricht bei Fritz Hass. Daneben besuchte er Vorlesungen der Anatomie für Kunstakademiker in der Ludwig-Maximilians-Universität München. Anschließend ging es nach Paris. An der Académie Julian studierte er bei Lionel Royer, Marcel Baschet und William Laparra. In Folge des Ersten Weltkriegs gingen fast all seine Arbeiten verloren. Er kehrte nach Graz zurück und bildete sich an der steirischen Landeskunstschule unter Daniel Pauluzzi und Anton Marussig fort.
Nach Ende des Zweiten Weltkrieges wurde er als Portraitmaler für die sowjetische Besatzungsmacht eingesetzt. Nach Aufenthalten in Florenz und Rom, wo auch seine Schwester Marion lebte, fand er in Frannach in der oststeirischen Hügellandschaft ein neues Zuhause. 1974 bis 1975 war Fellinger Präsident des Künstlerbundes Graz.

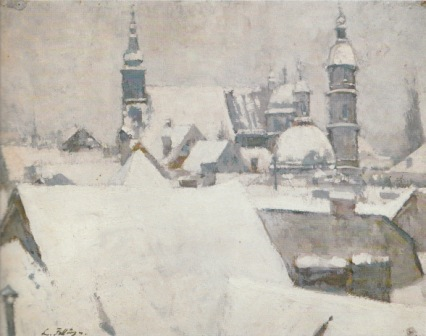
Mausoleum im Winter, Landesmuseum Joanneum, Graz.

## Werk
Seine Vorliebe fand er anfänglich in den Werken des Stilllebens- und der Landschaftsmalerei, sowohl als auch später in der Portrait- und Aktmalerei. Seine Gemälde entstanden auf Leinwand, Faserplatte oder Papier/Karton mit Öl- oder Aquarellfarben und er spezialisierte sich auch in der Technik der Radierung. Sein Werk war bestimmt von einer altmeisterlichen Art, die er sorgfältig durch sein ganzes Leben bewahrt hat.
Zahlreiche Bilder befinden sich in privaten und öffentlichen Sammlungen, u. a. in der Albertina (Wien) und der Neuen Galerie am Universalmuseum Joanneum in Graz. Seine Werke sind in einem Werkverzeichnis dokumentiert. Bis in sein hohes Alter arrangierte er fortwährend Ausstellungen seiner Werke im Künstlerhaus Graz, der Wiener Secession und dem Grazer Stadtmuseum.
Gemälde in öffentlichen Sammlungen
- Mausoleum im Winter, 1921, Öl auf Pappe, 29 × 50 cm, Landesmuseum Joanneum, Graz.

## Auszeichnungen
- 1926 Silberne Medaille der Stadt Graz
- 1928 Silberne Medaille der Stadt Graz
- 1930 Goldene Staatsmedaille des Bundesministerium für Unterricht, Kunst und Kultur
- 1931 Österreichischer Staatspreis für das Gesamtschaffen
- 1959 Verleihung des Titels Professor durch Bundespräsident Adolf Schärf
- 1975 Goldenes Ehrenzeichen der Landeshauptstadt Graz